# Высшая лига КВН 2015
Сезон Высшей лиги КВН 2015 года — 29-й сезон с возрождения телевизионного КВН в 1986 году.
В сезон 2015 было приглашено двадцать команд, среди которых девять дебютантов. Трое из них получили право играть в Высшей лиге ещё в 2014 году: это — чемпионы Премьер-лиги Сборная Грузии; вице-чемпионы «Радио Свобода», приглашённые в сезон членами жюри по итогам финала ;и команда, выигравшая специальный турнир «Дорога в Высшую лигу 2015» — «Омичи» (бывшая «Молодёжная сборная»). Остальные команды были отобраны в Высшую лигу на сочинском фестивале, который проходил по новой схеме. Теперь по итогам второго отборочного тура Александр Васильевич Масляков, Александр Александрович Масляков и главные редакторы АМиК отбирают около тридцати претендентов на третий тур. После показов и генеральных репетиций несколько команд отсеиваются. Остальные выступают в гала-концерте, на котором специальное жюри в составе Масляковых, редактора Леонида Купридо и приглашённого члена жюри из Высшей лиги Дмитрия Нагиева отбирает команды в сезон. После трёх лет, в которых «Первый канал» не транслировал гала-концерт фестиваля, и одного года, в котором гала-концерта не было вообще из-за сочинской Олимпиады, АМиКу был вновь предоставлен эфир для открытия сезона, которое на этот раз проходило в Горки Городе.
В результате отбора вне гала-концерта оказались два финалиста турнира «Дорога в Высшую лигу 2015»: команда «Ростов-Дон», в которой играли известные ростовские КВНщики, и «Команда КВН БГУ», уже имевшая опыт игры в Высшей лиге КВН. На самом гала-концерте члены жюри оставили за бортом сезона полуфиналистов сезона 2014, Сборную РУДН. Вместо этих команд были взяты в сезон другие представители Ростова, Минска и Москвы: полуфиналистки Первой лиги, команда «Приоритет» из Ростова-на-Дону; полуфиналисты Международной лиги, «Лучшие друзья» из Минска; и финалисты Премьер-лиги, Сборная Университета «Синергия» из Москвы, вернувшая себе предыдущее название: «Горизонт».
В сезон также попали чемпионы Первой лиги — казанская «Сборная банкетных ведущих», а также вице-чемпионы этой лиги — Сборная сельскохозяйственной академии. Команда «Радио Свобода» стала первой командой Высшей лиги из Ярославля.
В Высшую лигу вернулись многие участники предыдущего сезона, включая финалистов из Мурманска и Белгорода. Свой третий сезон подряд сыграли команды «Плохая компания» и «Азия MIX». Бишкекцы представили новый формат своей команды, отойдя от образа гастарбайтеров, они перешли к другому стилю выступлений, для которого были придуманы новые персонажи — (казахский шаман, узбекская актриса, таджикский певец). Изменился стиль выступлений и у Сборной Дагестана, к которой присоединился КВНщик со стажем Юсуп Омаров.
Команды КВН «КемБридж» и Сборная Физтеха решили пропустить этот сезон. На фестивале в Сочи они заявили, что возвращение в Высшую лигу в 2016 году возможно. О возможном возвращении в 2016 году заявила и команда КВН «Раисы», не приехавшая на фестиваль. В итоге, в сезон 2016 вернулась только Сборная Физтеха, а «Раисы» вернулись в 2017 году. После неявки «Раис», а также «Кефира» и «Сборной СНГ по вольной борьбе», единственной командой, вернувшейся в сезон после годового отсутствия, стала «Сборная Камызякского края по КВНу».
Сезон 2015 стал первым, в финале которого сыграло более четырёх команд. Перед полуфиналами было решено, что в финал напрямую проходят четыре команды (по две с каждой игры), а также победитель Кубка мэра Москвы. На самом Кубке Константин Эрнст попросил добрать ещё и команду, занявшую второе место. Таким образом, в финал попало шесть команд. Помимо финалистов предыдущих сезонов, «Сборной Камызякского края по КВНу», «Детективного агентства „Лунный свет“» и Сборной города Мурманска, в решающую игру прошли и дебютанты сезона «Радио Свобода», а также Сборная Дагестана и «Спарта», ставшая второй казахстанской командой в финале Высшей лиги, после «Каzахов» в сезонах 2008 и 2010. По итогам игры, мурманчане завоевали бронзовые медали, дуэту из Белгорода вновь досталось серебро, а золотые медали и титул чемпиона выиграла «Сборная Камызякского края».

## Состав
Для участия в сезоне были приглашены следующие 20 команд КВН:
1. Лучшие друзья (Минск) — полуфиналисты Центральной международной лиги
2. Приоритет (Ростов-на-Дону) — полуфиналисты Первой лиги
3. Сборная сельскохозяйственной академии (Иркутск) — вице-чемпионы Первой лиги
4. Сборная Татарстана (Казань) — чемпионы Первой лиги, выступали под названием «Сборная банкетных ведущих»
5. Омичи (Омск) — участники Премьер-лиги, чемпионы турнира «Дорога в Высшую лигу 2015»
6. Экскурсия по городу (Новосибирск) — финалисты Премьер-лиги
7. Горизонт (Москва) — финалисты Премьер-лиги (под названием «Сборная университета Синергия»)
8. Радио Свобода (Ярославль) — вице-чемпионы Премьер-лиги
9. Сборная Грузии (Тбилиси) — чемпионы Премьер-лиги
10. Спарта (Астана) — второй сезон в Высшей лиге
11. Сборная МФЮА (Москва — Волгоград) — второй сезон в Высшей лиге
12. Сборная Дагестана (Махачкала) — второй сезон в Высшей лиге
13. Молодость (Красноярск) — второй сезон в Высшей лиге
14. С.У.Р.А. (Пенза) — второй сезон в Высшей лиге
15. Азия MIX (Бишкек) — третий сезон в Высшей лиге
16. Саратов (Саратов) — второй сезон в Высшей лиге
17. Плохая компания (Красноярск) — третий сезон в Высшей лиге
18. Сборная города Мурманска (Мурманск) — второй сезон в Высшей лиге
19. Детективное агентство «Лунный свет» (Белгород) — второй сезон в Высшей лиге
20. Сборная Камызякского края (Астрахань) — третий сезон в Высшей лиге

Чемпионом сезона стала «Сборная Камызякского края по КВНу».

## Игры

### ⅛ финала
Первая ⅛ финала
- Дата игры: 17 февраля
- Тема игры: Вера
- Команды: Радио Свобода (Ярославль), Омичи (Омск), Молодость (Красноярск), Спарта (Астана), Сборная Камызякского края (Астрахань)
- Жюри: Валдис Пельш, Дмитрий Нагиев, Константин Эрнст, Екатерина Стриженова, Александр Ревва
- Конкурсы: Приветствие («С верой в успех»), Разминка («Поверьте мне наслово»), Музыкальное домашнее задание («Надо верить в чудеса»)

| Команда       | Приветствие | Разминка | общий | МДЗ | Итого |
| ------------- | ----------- | -------- | ----- | --- | ----- |
| Радио Свобода | 4,4         | 4        | 8,4   | 5,4 | 13,8  |
| Омичи         | 4,8         | 5,2      | 10    | 5,4 | 15,4  |
| Молодость     | 4,2         | 4,2      | 8,4   | 4,8 | 13,2  |
| Спарта        | 4,4         | 4,8      | 9,2   | 5,4 | 14,6  |
| Камызяк       | 5           | 5,4      | 10,4  | 6   | 16,4  |

Результат игры:
1. Сборная Камызякского края
2. Омичи
3. Спарта
4. Радио Свобода
5. Молодость

- На этапе 1/8-й финала в начале приветствий были показаны ролики, снятые командами о себе и своём городе/крае.
- В ролике команды «Молодость» снялась Ольга Медведцева.
- Вторым конкурсом на первой 1/8-й финала была разминка, а на второй, третьей и четвёртой 1/8-й финала игрался биатлон.
- В приветствии команда «Радио Свобода» показала номер про супружескую пару в магазине обоев.
- В домашнем задании «Омичи» показали номер, основанный на фразе «Жёсткий крот роет асфальт».

Вторая ⅛ финала
- Дата игры: 25 февраля
- Тема игры: Надежда
- Команды: Азия MIX (Бишкек), Саратов (Саратов), Сборная банкетных ведущих (Казань), С.У.Р.А. (Пенза), Экскурсия по городу (Новосибирск)
- Жюри: Андрей Бурковский, Валдис Пельш, Константин Эрнст, Дмитрий Нагиев, Леонид Якубович
- Конкурсы: Приветствие («Надежды юношей питают»), Биатлон («Есть надежда»), Музыкальное домашнее задание («Надежда — мой компас земной»)

| Команда             | Приветствие | Биатлон | общий | МДЗ | Итого |
| ------------------- | ----------- | ------- | ----- | --- | ----- |
| Азия MIX            | 5           | 0,8     | 5,8   | 5,8 | 11,6  |
| Саратов             | 4,2         | 0,9     | 5,1   | 5,8 | 10,9  |
| Сборная Татарстана  | 4           | 0,7     | 4,7   | 5   | 9,7   |
| С.У.Р.А.            | 4           | 0,6     | 4,6   | 4,8 | 9,4   |
| Экскурсия по городу | 5           | 1       | 6     | 5,8 | 11,8  |

Результат игры:
1. Экскурсия по городу
2. Азия MIX
3. Саратов
4. Сборная банкетных ведущих
5. С.У.Р.А.

- В своём приветствии «Сборная банкетных ведущих» показала второй номер из серии «Спроси у Бубнова» (первый был показан на сочинском фестивале).
- В музыкальном домашнем задании «Экскурсия по городу» показала концерт для откосивших, а «Азия MIX» — кыргызскую постановку «Евгения Онегина».

Третья ⅛ финала
- Дата игры: 14 марта
- Тема игры: Любовь
- Команды: Лучшие друзья (Минск), Сборная Грузии (Тбилиси), Сборная МФЮА (Москва — Волгоград), Сборная Сельскохозяйственной академии (Иркутск), Детективное агентство «Лунный свет» (Белгород)
- Жюри: Андрей Бурковский, Валдис Пельш, Константин Эрнст, Дмитрий Нагиев, Юлий Гусман
- Конкурсы: Приветствие («Первое свидание»), Биатлон («Любви все возрасты покорны»), Музыкальное домашнее задание («Влюблённые часов не наблюдают»)

| Команда        | Приветствие | Биатлон | общий | МДЗ | Итого |
| -------------- | ----------- | ------- | ----- | --- | ----- |
| Лучшие друзья  | 4,6         | 0,6     | 5,2   | 4,8 | 10    |
| Сборная Грузии | 4,8         | 0,8     | 5,6   | 5,4 | 11    |
| Сборная МФЮА   | 4,6         | 0,7     | 5,3   | 4,4 | 9,7   |
| ИСХИ           | 4           | 1       | 5     | 4,6 | 9,6   |
| ДАЛС           | 5           | 0,9     | 5,9   | 5,8 | 11,7  |

Результат игры:
1. Детективное агентство «Лунный свет»
2. Сборная Грузии
3. Лучшие друзья
4. Сборная МФЮА
5. Сборная сельскохозяйственной академии

- На этой игре «Детективное агентство „Лунный свет“» представили викторину «Закончи слово, начинающееся на „Кара-Кара“».

Четвёртая ⅛ финала
- Дата игры: 22 марта
- Тема игры: Дружба
- Команды: Горизонт (Москва), Плохая компания (Красноярск), Приоритет (Ростов-на-Дону), Сборная Дагестана (Махачкала), Сборная города Мурманска (Мурманск)
- Жюри: Андрей Бурковский, Валдис Пельш, Константин Эрнст, Дмитрий Нагиев, Юлий Гусман
- Конкурсы: Приветствие («Давайте дружить»), Биатлон (на вылет) («Отходим от обычной схемы»), Музыкальное домашнее задание («В кругу друзей»)

| Команда           | Приветствие | Биатлон | общий | МДЗ | Итого |
| ----------------- | ----------- | ------- | ----- | --- | ----- |
| Горизонт          | 4,2         | 0,8     | 5     | 5,2 | 10,2  |
| Плохая компания   | 5           | 1       | 6     | 5,8 | 11,8  |
| Приоритет         | 4,2         | 0,9     | 5,1   | 5,2 | 10,3  |
| Сборная Дагестана | 4,6         | 0,6     | 5,2   | 6   | 11,2  |
| Сборная Мурманска | 4,8         | 0,7     | 5,5   | 5,4 | 10,9  |

Результат игры:
1. Плохая компания
2. Сборная Дагестана
3. Сборная города Мурманска
4. Приоритет
5. Горизонт

- В ролике, показанном в приветствии команды «Приоритет», снялись участники группы «Каста» Змей и Хамиль.
- «Приоритет» — четвёртая женская команда, прошедшая во второй этап Высшей лиги.
- Сборная Дагестана посвятила своё музыкальное домашнее задание 100-летию Владимира Зельдина, и фильму «Свинарка и пастух».
- На биатлоне участник команды «Плохая компания» Арсен Аветисян остался один, в то время, как у команды «Приоритет» осталось два игрока, а у Сборной города Мурманска и «Горизонта» по четыре. Несмотря на это, ему удалось устоять до конца, и выиграть этот конкурс. Примечательно, что его соперницей в финальном раунде стала Анна Коженова из «Приоритета», а команды Москвы и Мурманска не смогли дойти до финала, несмотря на численное преимущество.

Решением жюри в четвертьфинал прошли также Сборная МФЮА (третья игра), Радио Свобода (первая игра) и Приоритет (четвёртая игра). Решением А. В. Маслякова в четвертьфинал прошёл также Горизонт (четвёртая игра).

### Четвертьфинал
Первый четвертьфинал
- Дата игры: 11 апреля
- Тема игры: Быстрее
- Команды: Детективное агентство «Лунный свет» (Белгород), Сборная Дагестана (Махачкала), Омичи (Омск), Спарта (Астана), Сборная МФЮА (Москва — Волгоград)
- Жюри: Эдгард Запашный, Леонид Якубович, Лариса Гузеева, Дмитрий Нагиев, Юлий Гусман
- Конкурсы: Приветствие («Так вперёд»), Триатлон («Разминка и Биатлон»), СТЭМ («Тише едешь, дальше будешь»), Конкурс одной песни («На финишной прямой»)

| Команда           | Приветствие | Триатлон | общий | СТЭМ | общий | КОП | Итого |
| ----------------- | ----------- | -------- | ----- | ---- | ----- | --- | ----- |
| ДАЛС              | 5           | 1        | 6     | 4    | 10    | 4   | 14    |
| Сборная Дагестана | 4,8         | 0,9      | 5,7   | 4    | 9,7   | 4   | 13,7  |
| Омичи             | 4,2         | 0,6      | 4,8   | 3,2  | 8     | 3,6 | 11,6  |
| Спарта            | 4,8         | 0,7      | 5,5   | 3,8  | 9,3   | 3,8 | 13,1  |
| Сборная МФЮА      | 4,8         | 0,8      | 5,6   | 3    | 8,6   | 3,8 | 12,4  |

Результат игры:
1. Детективное агентство «Лунный свет»
2. Сборная Дагестана
3. Спарта
4. Сборная МФЮА
5. Омичи

- Команда КВН «Детективное агентство „Лунный свет“» стала десятой командой, набравшей максимум за игру.
- На этой игре Сборная Дагестана показала СТЭМ о том, как Юсуп Сахратулаевич спас планету («возмездие возмезднулось»).
- В конкурсе одной песни Сборная Дагестана показала номер о борце, который мечтал стать танцором балета.
- В приветствии за Сборную МФЮА выступил Павел Астахов.

Второй четвертьфинал
- Дата игры: 17 апреля
- Тема игры: Выше
- Команды: Сборная Камызякского края (Астрахань), Экскурсия по городу (Новосибирск), Лучшие друзья (Минск), Саратов (Саратов), Радио Свобода (Ярославль)
- Жюри: Александр Ревва, Лариса Гузеева, Константин Эрнст, Леонид Якубович, Юлий Гусман
- Конкурсы: Приветствие («На высоте»), Триатлон («Разминка и Биатлон»), СТЭМ («Выше обстоятельств»), Конкурс одной песни («Выше голову»)

| Команда             | Приветствие | Триатлон | общий | СТЭМ | общий | КОП | Итого |
| ------------------- | ----------- | -------- | ----- | ---- | ----- | --- | ----- |
| Камызяк             | 5           | 0,9      | 5,9   | 4    | 9,9   | 4   | 13,9  |
| Экскурсия по городу | 4,2         | 0,6      | 4,8   | 3,2  | 8     | 3,4 | 11,4  |
| Лучшие друзья       | 4,2         | 1        | 5,2   | 3,2  | 8,4   | 3,8 | 12,2  |
| Саратов             | 4,6         | 0,8      | 5,4   | 3,4  | 8,8   | 4   | 12,8  |
| Радио Свобода       | 4,6         | 0,7      | 5,3   | 3,2  | 8,5   | 4   | 12,5  |

Результат игры:
1. Сборная Камызякского края
2. Саратов
3. Радио Свобода
4. Лучшие друзья
5. Экскурсия по городу

- На этой игре «Радио Свобода» показали СТЭМ о ссоре во время ремонта. «Камызяки» показали СТЭМ о новом прокуроре Камызякского края.

Третий четвертьфинал
- Дата игры: 30 апреля
- Тема игры: Сильнее
- Команды: Плохая компания (Красноярск), Сборная города Мурманска (Мурманск), Азия MIX (Бишкек), Сборная Грузии (Тбилиси), Горизонт (Москва), Приоритет (Ростов-на-Дону)
- Жюри: Владимир Сычёв, Лариса Гузеева, Дмитрий Нагиев, Александр Стриженов, Юлий Гусман
- Конкурсы: Приветствие («Сильнее всех»), Биатлон («Биатлон на вылет»), Конкурс одной песни («Сила музыки»)

| Команда           | Приветствие | Биатлон | общий | КОП | Итого |
| ----------------- | ----------- | ------- | ----- | --- | ----- |
| Плохая компания   | 4,4         | 0,9     | 5,3   | 3,4 | 8,7   |
| Сборная Мурманска | 4,8         | 0,8     | 5,6   | 3,4 | 9     |
| Азия MIX          | 4,8         | 1       | 5,8   | 4   | 9,8   |
| Сборная Грузии    | 4,2         | 0,6     | 4,8   | 3,4 | 8,2   |
| Горизонт          | 4,4         | 0,7     | 5,1   | 3,4 | 8,5   |
| Приоритет         | 4,4         | 0,5     | 4,9   | 3,6 | 8,5   |

Результат игры:
1. Азия MIX
2. Сборная города Мурманска
3. Плохая компания
4. Горизонт; Приоритет
5. Сборная Грузии

- Поскольку в этой игре было на одну команду больше, конкурс СТЭМ не игрался, и вместо триатлона был биатлон на вылет.
- В конкурсе одной песни «Азия MIX» показали азиатскую версию «Ромео и Джульетты». Во время конкурса, членам жюри вынесли тарелки с пловом.
- Команда «Горизонт» показала в конкурсе одной песни номер о том, что нужно сделать, чтобы открыть ларёк.

Решением жюри десятой командой в полуфиналах стала команда Горизонт (третья игра).

### Полуфиналы
Первый полуфинал
- Дата игры: 3 октября
- Тема игры: Земля
- Команды: Сборная Камызякского края (Астрахань), Плохая компания (Красноярск), Сборная города Мурманска (Мурманск), Сборная Дагестана (Махачкала), Саратов (Саратов)
- Жюри: Пелагея, Валдис Пельш, Константин Эрнст, Дмитрий Нагиев, Юлий Гусман
- Конкурсы: Приветствие («Землепроходцы»), Музыкальный биатлон («Земные радости»), СТЭМ («Земляки»), Киноконкурс («Родная земля»)

| Команда           | Приветствие | Биатлон | общий | СТЭМ | общий | Киноконкурс | Итого |
| ----------------- | ----------- | ------- | ----- | ---- | ----- | ----------- | ----- |
| Камызяк           | 5           | 1       | 6     | 3,4  | 9,4   | 4           | 13,4  |
| Плохая компания   | 5           | 0,7     | 5,7   | 3    | 8,7   | 3,4         | 12,1  |
| Сборная Мурманска | 5           | 0,8     | 5,8   | 3,6  | 9,4   | 4           | 13,4  |
| Сборная Дагестана | 4,8         | 0,9     | 5,7   | 3    | 8,7   | 3,6         | 12,3  |
| Саратов           | 4,4         | 0,6     | 5     | 3    | 8     | 3,2         | 11,2  |

Результат игры:
1. Сборная Камызякского края; Сборная города Мурманска
2. Сборная Дагестана
3. Плохая компания
4. Саратов

- В финал прошли только сборная Камызякского края и Сборная города Мурманска, остальные приняли участие в игре на Кубок мэра Москвы.
- В приветствии «Сборной Камызякского края» принял участие рэпер Баста.
- На этой игре мурманчане показали СТЭМ «Горе от ума».
- В киноконкурсе мурманчане показали клип об отдыхе в Мурманске (под песню Валерия Леонтьева «Исчезли солнечные дни»), а «Камызяки» показали видео о том, «как одна курица спасла Камызяк», в стиле фильмов Эмира Кустурицы.
- «Саратов» показал на этой игре СТЭМ, в котором были использованы исключительно слова из трёх букв.

Второй полуфинал
- Дата игры: 9 октября
- Тема игры: Небо
- Команды: Азия MIX (Бишкек), Детективное агентство «Лунный свет» (Белгород), Спарта (Астана), Радио Свобода (Ярославль), Горизонт (Москва)
- Жюри: Александр Ревва, Пелагея, Константин Эрнст, Дмитрий Нагиев, Юлий Гусман
- Конкурсы: Приветствие («Набираем высоту»), Музыкальный биатлон («Небесные радости»), СТЭМ (Конкурс-сюжет) («Весёлая история»), Киноконкурс («Мне сверху видно всё»)

| Команда       | Приветствие | Биатлон | общий | СТЭМ | общий | Киноконкурс | Итого |
| ------------- | ----------- | ------- | ----- | ---- | ----- | ----------- | ----- |
| Азия MIX      | 5           | 1       | 6     | 3    | 9     | 3,6         | 12,6  |
| ДАЛС          | 5           | 0,9     | 5,9   | 3,6  | 9,5   | 3,8         | 13,3  |
| Спарта        | 4           | 0,8     | 4,8   | 3    | 7,8   | 3,8         | 11,6  |
| Радио Свобода | 4,4         | 0,7     | 5,1   | 4    | 9,1   | 4           | 13,1  |
| Горизонт      | 4           | 0,6     | 4,6   | 3,6  | 8,2   | 4           | 12,2  |

Результат игры
1. Детективное агентство «Лунный свет»
2. Радио Свобода
3. Азия MIX
4. Горизонт
5. Спарта

- В финал прошли только команды «Радио Свобода» и «Детективное агентство „Лунный свет“», остальные приняли участие в игре на Кубок мэра Москвы.
- В конкурсе СТЭМ «Детективное агентство „Лунный свет“» показали ещё одну версию истории конфликта Моцарта и Сальери. Перед СТЭМом участник команды Филипп Воронин побрился налысо. Филипп стал вторым КВНщиком, сделавшим подобное, после Тимофея Куца из Сборной Санкт-Петербурга на финале 1999.
- На этой игре «Радио Свобода» показали видеоролик о человеке, который снимает свою жизнь на мобильный телефон.

Третий (утешительный) полуфинал — в рамках Спецпроекта «КВНу — 54»
- Дата игры: 7 ноября
- Тема игры: Кубок Мэра Москвы
- Команды: Горизонт (Москва), Спарта (Астана), Сборная Дагестана (Махачкала), Саратов (Саратов), Плохая компания (Красноярск), Азия MIX (Бишкек)
- Жюри: Валдис Пельш, Геннадий Хазанов, Константин Эрнст, Пелагея, Юлий Гусман
- Конкурсы: Приветствие («С днём рождения!»), Капитанский конкурс («Если бы я был москвичом» («Если бы я не был москвичом» для «Горизонта»)»), Музыкальный фристайл («Любимый город»)

| Команда           | Приветствие | Капитанский | общий | Муз. фристайл | Итого |
| ----------------- | ----------- | ----------- | ----- | ------------- | ----- |
| Горизонт          | 4,8         | 3           | 7,8   | 3,4           | 11,2  |
| Спарта            | 4,8         | 4           | 8,8   | 3,8           | 12,6  |
| Сборная Дагестана | 5           | 4           | 9     | 3,8           | 12,8  |
| Саратов           | 4,6         | 3,8         | 8,4   | 3,4           | 11,8  |
| Плохая компания   | 5           | 3           | 8     | 3,8           | 11,8  |
| Азия MIX          | 5           | 3,6         | 8,6   | 3,4           | 12    |

Результат игры
1. Сборная Дагестана
2. Спарта
3. Азия MIX
4. Плохая компания; Саратов
5. Горизонт

- Вне конкурса выступила команда КВН «Сборная Физтеха», обладатель кубка 2014 года.
- Капитанский конкурс играли: Дмитрий Добролюбов («Горизонт»), Данияр Джумадилов («Спарта»), Абсалутдин Гамзатов (Сборная Дагестана), Кирилл Лопаткин («Саратов»), Эльдияр Кененсаров («Азия MIX»), Михаил Стогниенко («Плохая компания»).
- Перед представлением членов жюри, были показаны короткие фрагменты из их выступлений в КВН.
- На этой игре в приветствиях команд принимали участие и приглашённые КВНщики из других команд: Иван Пышненко («Станция Спортивная») выступил за «Горизонт», Дмитрий Бушуев («Вятка») — за «Саратов», Филипп Воронин («Детективное агентство „Лунный свет“») — за «Плохую компанию», а в приветствии Сборной Дагестана на сцену вышли Заурбек Байцаев («Пирамида»), Теймураз Тания («Нарты из Абхазии») и Карен Мкртчян («Махачкалинские бродяги»). Также, в своём приветствии «Плохая компания» вывела на сцену члена жюри Валдиса Пельша (МГУ).
- В конкурсе «музыкальный фристайл» команда Дагестана показала номер о прощании Москвы с дагестанцем, а «Азия MIX» рассказала об истории Москвы по мотивам ответов, которые дали гастарбайтеры на экзамене.

Дополнительно в финал, по просьбе Константина Эрнста, прошла также команда Спарта. Таким образом, в финал Высшей лиги 2015 прошли шесть команд.

### Финал
- Дата игры: 18 декабря
- Тема игры: Не расстаёмся с надеждой
- Команды: Сборная Камызякского края (Астрахань), Сборная города Мурманска (Мурманск), Детективное агентство «Лунный свет» (Белгород), Радио Свобода (Ярославль), Спарта (Астана), Сборная Дагестана (Махачкала)
- Жюри: Алексей Ягудин, Семён Слепаков, Валдис Пельш, Константин Эрнст, Пелагея, Михаил Галустян, Юлий Гусман
- Конкурсы: Приветствие («Такого ещё не было»), Музыкальный биатлон («Новогодний хит-парад»), Музыкальный финал («Надежды юношей питают»)

| Команда           | Приветствие | Биатлон | общий | Муз. финал | Итого |
| ----------------- | ----------- | ------- | ----- | ---------- | ----- |
| Камызяк           | 5           | 0,9     | 5,9   | 4          | 9,9   |
| Сборная Мурманска | 5           | 0,8     | 5,8   | 3,4        | 9,2   |
| ДАЛС              | 5           | 1       | 6     | 3,6        | 9,6   |
| Радио Свобода     | 4,6         | 0,5     | 5,1   | 3,6        | 8,7   |
| Спарта            | 4,3         | 0,6     | 4,9   | 3,7        | 8,6   |
| Сборная Дагестана | 4,7         | 0,7     | 5,4   | 3,6        | 9     |

Результат игры
1. Сборная Камызякского края
2. Детективное агентство «Лунный свет»
3. Сборная города Мурманска
4. Сборная Дагестана
5. Радио Свобода
6. Спарта

Чемпионом сезона 2015 стала «Сборная Камызякского края».
- «Сборная Камызякского края» стала первой командой, после «Нартов из Абхазии» в 2005-м, занявшей первые места во всех играх сезона.
- В рамках музыкального финала Сборная Дагестана показала свою версию мюзикла «Кошки», мурманчане спели о заговоре против них (на мотив «Охоты на волков» Высоцкого), «ДАЛС» показали номер с использованием приложения «Periscope», а «Сборная Камызякского края» подытожила свой путь в КВН с помощью очередной песни «Камызякских псов».
- В приветствии Сборной Мурманска участвовали ведущие «Первого канала» Ирада Зейналова, Антон Привольнов, Антон Верницкий и Алла Михеева. Также, в их приветствии в роли мамы Германа выступила актриса Мурманского областного драматического театра Лариса Белодед.
- В своём музыкальном номере «Сборная Камызякского края» вывела на сцену симфонический оркестр.

## Члены жюри
В сезоне 2015 игры Высшей лиги КВН судили 17 человек.
9 игр
- Юлий Гусман
- Константин Эрнст

8 игр
- Дмитрий Нагиев

7 игр
- Валдис Пельш

4 игры
- Пелагея

3 игры
- Андрей Бурковский
- Лариса Гузеева
- Александр Ревва
- Леонид Якубович

1 игра
- Михаил Галустян
- Эдгард Запашный
- Семён Слепаков
- Александр Стриженов
- Екатерина Стриженова
- Владимир Сычёв
- Геннадий Хазанов
- Алексей Ягудин

## Видео
- Первая 1/8-я финала
- Вторая 1/8-я финала
- Третья 1/8-я финала
- Четвёртая 1/8-я финала
- Первый четвертьфинал
- Второй четвертьфинал
- Третий четвертьфинал
- Первый полуфинал
- Второй полуфинал
- Утешительный полуфинал
- Финал